# Lissotestella tryphenensis
Lissotestella tryphenensis is een slakkensoort uit de familie van de Skeneidae. De wetenschappelijke naam van de soort is voor het eerst geldig gepubliceerd in 1931 door Powell.